# سیارک ۶۴۱۳
سیارک ۶۴۱۳ (به انگلیسی: 6413 Iye، نامگذاری:1993TJ3) شش هزار و وچهارصد و سیزدهمین سیارک کشف شده‌است که در ۱۵ اکتبر ۱۹۹۳ کشف شد.
قدر مطلق سیارک برابر ۱۳٫۱۰ است.